# NGC 2406
NGC 2406 (również PGC 21218) – galaktyka eliptyczna (E?), znajdująca się w gwiazdozbiorze Bliźniąt. Odkrył ją Édouard Jean-Marie Stephan 7 lutego 1885 roku.